# Semîhorî, Bohuslav
Semîhorî (în ucraineană Семигори) este un sat în comuna Vilhoveț din raionul Bohuslav, regiunea Kiev, Ucraina.

## Demografie
Componența lingvistică a localității Semîhorî
     Ucraineană (98,77%)
     Alte limbi (0,99%)
Conform recensământului din 2001, majoritatea populației localității Semîhorî era vorbitoare de ucraineană (98,77%), existând în minoritate și vorbitori de alte limbi.